# Santa Rosa (Laguna)
Santa Rosa é um cidade de  primeira classe de renda da cidade (d) na província Laguna, nas Filipinas. De acordo com o censo de 1 de maio  de  2020 possui uma população de 414 812 pessoas e 122 458 domicílios.